# Smith (Alberta)
Pour les articles homonymes, voir Smith.
Smith est un hameau (hamlet) de Lesser Slave River No 124, situé dans la province canadienne d'Alberta.

## Démographie
En tant que localité désignée dans le recensement de 2011, Smith a une population de 218 habitants dans 86 de ses 96 logements, soit une variation de -4.8% par rapport à la population de 2006. Avec une superficie de 2,254 1 km2, le hameau possède une densité de population de 96,712 7 hab/km2 en 2011.
Concernant le recensement de 2006, Smith abritait 229 habitants dans 85 de ses 95 logements. Avec une superficie de 2,254 1 km2, le hameau possédait une densité de population de 101,6 hab/km2 en 2006.